# Dedë Plani
Dedë Plani (ur. 21 stycznia 1891 w Szkodrze, zm. 30 kwietnia 1948 tamże) – albański duchowny katolicki pełniący posługę w archidiecezji Szkodra. Jako jeden z 38 męczenników albańskich został dnia 5 listopada 2016 roku beatyfikowany przez Franciszka.